# Tullbergiinae
Sous-famille
Les Tullbergiinae sont une sous-famille de collemboles de la famille des Tullbergiidae.

## Liste des genres
Selon Checklist of the Collembola of the World (version du 21 septembre 2019) :
- Anaphorura Izarra, 1972
- Dinaphorura Bagnall, 1935
- Fissuraphorura Rusek, 1991
- Neonaphorura Bagnall, 1935
- Stenaphorura Absolon, 1900
- Tasphorura Greenslade & Rusek, 1996
- Tillieria Weiner & Najt, 1991
- Tullbergia Lubbock, 1876

## Publication originale
- Bagnall, 1935 : On the Classification of the Onychiuridae (Collembola), with particular reference to the Genus Tullbergia Lubbock and its Allies. Annals and Magazine of Natural History, sér. 10, vol. 15, p. 236-242.